# Télam
Télam era un'agenzia di stampa argentina fondata nel 1945. Era la più grande agenzia di stampa dell'America Latina e la seconda più importante in lingua spagnola.

## Storia
Fu fondata il 14 aprile 1945 come Telenoticiosa Americana per volere dell'allora Segretario del Lavoro e della Previdenza Sociale Juan Domingo Perón con l'obiettivo di fronteggiare l'egemonia giornalistica delle agenzie statunitensi United Press International e Associated Press. Ai suoi inizi l'agenzia non fu interamente di proprietà statale, ma nacque come società mista di capitale pubblico e privato.
L'agenzia Télam iniziò a trasmettere informazioni il 12 ottobre 1945, ma solo nel 1948 riuscì a formare una rete a copertura nazionale, stipulando i primi contratti con i giornalisti dell'interno del Paese che inviavano le notizie alla redazione tramite telegramma o telefono. Fino ad allora, l'agenzia disponeva solamente di un ufficio a Buenos Aires.
Dopo il colpo di Stato del 1955 e l'inizio della dittatura militare, l'agenzia fu commissariata e posta sotto il controllo dell'Aeronautica Militare. Di conseguenza, alcuni dei più importanti giornalisti dovettero andare in esilio e, sebbene la dittatura cercasse di smantellare l'agenzia, questa continuò a operare, anche se con un numero ridotto di corrispondenti.
La società iniziò a stabilizzarsi il 30 luglio 1959, quando Bernabé Villegas, Adolfo Garino e Blas Calaro, tra gli altri, apportarono una modifica giuridica all'agenzia, che divenne Télam Sociedad Anónima, Periodística, Radiofónica, Cinematográfica, Comercial, Inmobiliaria y Financiera.
Un decreto del Presidente autorizzò la neonata società privata a operare alle nuove condizioni. Nel corso degli anni sessanta, Télam attirò un'ampia gamma di clienti, tra cui i quattro canali televisivi di Buenos Aires e i principali giornali come il quotidiano Clarín. L'agenzia iniziò a trasmettere le notizie tramite linee telex, che le permisero di raggiungere più parti del Paese in minor tempo.
Il 30 maggio 1963 fu chiusa per decreto del presidente de facto José María Guido.
Sotto la dittatura di Juan Carlos Onganía, Télam divenne una società statale il 24 giugno 1968 quando il governo acquisì tutte le azioni attraverso la Segreteria per la Radiodiffusione e il Turismo. Allo stesso tempo, un nuovo quadro giuridico obbligava tutte le pubblicità di aziende e organizzazioni pubbliche a essere progettate e trasmesse dall'agenzia, una decisione che permise alla società di generare guadagni.
Durante la terza presidenza di Perón (1973-1974) fu stabilito che le notizie interne potessero essere diffuse sul mercato nazionale solo da aziende argentine. Questo rafforzò la posizione di Télam, che assorbì i giornalisti delle agenzie straniere rimasti senza lavoro.
Durante la dittatura nota come Processo di Riorganizzazione Nazionale (1976-1983) il governo utilizzò Télam come organo di propaganda. Télam e ATC furono gli unici mezzi di comunicazione autorizzati a realizzare reportage dalle isole durante la guerra delle Falkland, ma il materiale prodotto fu censurato dalle autorità militari e finì sul mercato nero internazionale. Oltre a ciò, il regime fece scomparire tre dei suoi dipendenti. Quando il governo costituzionale di Raúl Alfonsín salì al potere (dicembre 1983), fu confermata la scomparsa di gran parte degli archivi giornalistici e fotografici dell'azienda.
Nel 1992 il presidente Carlos Menem ordinò il commissariamento della società e, due anni dopo, la sua liquidazione. Tuttavia, nel 1996 annullò il decreto di liquidazione e lo sostituì con uno nuovo che mirava a lasciare Télam senza il monopolio della pubblicità ufficiale, una delle sue principali fonti di reddito. Anche questo decreto non fu mai attuato.
Tra l'agosto 2005 e il dicembre 2009 l'agenzia è stata diretta da Martín Granovsky, già redattore di Página/12. Nel 2008 il governo di Cristina Fernández de Kirchner ha emanato un decreto (n. 1311/2008) che ha privato Télam della pubblicità ufficiale, consentendo alla Segreteria dei media di stipulare contratti direttamente con agenzie pubblicitarie private. Nel 2009 fu nominato direttore dell'agenzia Martín García, giornalista dichiaratamente kirchnerista. Il successivo direttore dell'agenzia è stato Santiago "Patucho" Álvarez, uomo de La Cámpora e direttore del telegiornale di Televisión Pública. Nel 2014 è stato inaugurato il nuovo edificio di otto piani dell'agenzia, con uno studio radiofonico, strutture di editing digitale e archivi fotografici e giornalistici.
Dopo l'insediamento di Mauricio Macri alla presidenza, Hernán Lombardi è stato nominato capo del Sistema Federale dei Media e dei Contenuti Pubblici, che a sua volta ha nominato Rodolfo Pousá a capo di Télam. Durante il mandato di quest'ultimo, è stato effettuato un taglio del budget che ha comportato la chiusura dei portali web in inglese e portoghese e la fine del Rapporto Nazionale nel maggio 2018 e di tutti i supplementi. Anche le trasmissioni in streaming di Radio Télam sono state interrotte.
Il 26 giugno 2018 l'azienda ha iniziato a inviare telegrammi a un centinaio di lavoratori delle aree giornalistica e amministrativa. In totale sono state licenziate 357 persone, circa il 40% della forza lavoro. La notizia dei licenziamenti ha scatenato numerose proteste da parte della politica e della società civile. Nel frattempo, i lavoratori licenziati hanno occupato i due edifici dell'azienda e hanno svolto una serie di attività per rendere visibile il conflitto e ottenere il reintegro delle 357 persone. In diversi casi, avvenuti nel 2018 e nel 2019, i tribunali hanno ordinato il reintegro dei lavoratori licenziati.
Il 20 dicembre 2023 il Presidente Javier Milei ha annunciato a reti unificate il varo di un decreto per deregolamentare l'economia. Le misure, caratterizzate secondo il governo da «necessità e urgenza», prevedevano l'abrogazione del regime delle società statali, delle imprese statali e delle società a economia mista, ponendo fine ad esse e trasformando tutte le società statali in società per azioni, tra cui Télam.
Il 1º marzo successivo, durante il discorso di apertura delle sessioni ordinarie del Congresso argentino, Milei ha confermato la futura chiusura di Télam. Nelle prime ore del 4 marzo 2024 il sito web è stato chiuso, i due edifici sono stati recintati e i dipendenti hanno riferito di aver iniziato a ricevere telegrammi che annunciavano la loro "dispensa" dal servizio per una settimana.